# Molophilus (Molophilus) perserenus
Molophilus (Molophilus) perserenus is een tweevleugelige uit de familie steltmuggen (Limoniidae). De soort komt voor in het Australaziatisch gebied.